# Cerij
Cerij je kemijski element atomskog (rednog) broja 58 i atomske mase 140,116(1). U periodnom sustavu elemenata predstavlja ga simbol Ce.
Cerij ili cer je 1803. godine otkrio Martin Heinrich Klaproth (Njemačka) te istovremeno Jöns Jakob Berzelius (Švedska) i Wilhelm von Hisinger (Njemačka). Ime je dobio po asteroidu Ceresu otkrivenom dvije godine prije elementa. To je sivi metal koji potamni stajanjem na zraku. Lako se otapa u vodi i kiselinama. Kada se zagrije zapali se i izgara u CeO2. Cerij je jaki reducens.

## Toksičnost
Cerij je slabo toksičan.
Neke njegove netopljive soli kao što je cerijev oksalat nisu otrovne i prepisuju se u količinama od 500 mg za smirivanje mučnine.